# Sandolina
Sandolina je vrsta kajaka specijalno projektovana za manje zahtevne veslače koji žele da se opuštaju na mirnijim vodama, kao što su jezera, zalivi, ravničarske reke i slično. Ovaj tip kajaka zauzima najveći segment tržišta kajaka.
Sandoline se prave tako da budu stabilnije, jednostavnije i jeftinije od drugih vrsta kajaka, ali im je nosivost manja. Prostor za veslača je širi i podešen za lakše ulaženje i izlaženje. Čitav čamac je širi (tipično do 75 cm) da bi bio stabilniji na vodi. Dužina je obično do 3,5 m, zbog čega su sporiji od dužih kajaka, ali zato lakši, tako da ih je lakše gurati u vodu i izvlačiti iz nje. Obično se prave od plastične mase, npr. polietilena, poliestra i slično.